# السير نايجل
السير نايجل هي رواية تاريخية تجري أحداثها خلال المرحلة المبكرة من حرب المائة عام التي امتدت بين عامي 1350 و1356، كتبها المؤلف البريطاني السير آرثر كونان دويل ونُشرت لأول مرة كسلسلة خلال الفترة بين عامي 1905 و1906. وهي تذكر خلفية الأحداث لرواية دويل الأولى الجماعة البيضاء التي صدرت عام 1891، والتي تصف الحياة الأولى لبطل ذلك الكتاب نيل لورينغ وهو فارس في خدمة الملك إدوارد الثالث في المرحلة الأولى لحرب المائة عام وترتكز الشخيصة بشكل مبهم على الفارس التاريخي نيل لورينغ.

## الحبكة
تتحدث الحكاية في مستهلها عن ثروات عائلة لورينغ في مزرعة تيلفورد التابعة لمقاطعة سري، والتي كان العديد من سلالتها بارزًا في خدمة النورمانديين والأسرة الأنجوية ملوك إنكلترا على خلفية الموت الأسود إذ تبدأ الحكاية مع مشاكل العائلة وسليلها الأخير نايجل لورينغ على يد رهبان دير ويفرلي حتى مجيء السير جون تشاندوس. آخذًا دور مضيف الملك إدوارد الثالث يطالب نايجل أن يؤخذ إلى خدمته ويوافق على طلبه السير جون تشاندوس ولكي يجعل نفسه أهلًا ليد السيدة ماري ابنة السير جون بوتيسثورن يتعهد بتقديم ثلاثة أفعال شرف لها.
يصل كل من نايجل وتابعه سامكين إيلوارد إلى فينشيلسيا حيث يأخذون الطريق إلى كاليه حيث يتمكن من اعتراض بيتر ذا ريد فيري وهو جاسوس فرنسي سرق العديد من الورق للسير جون تشاندوس ونظرًا لتأثير هذه الأوراق على الدفاع الإنجليزي لكاليه في ضوء الهجوم الفرنسي المتوقع، فقد كان من الضروري للغاية استعادتها. بعد أن هزم نايجل الجاسوس في النزال الفردي، تغلبت جراحه التي تلقاها عليه ونُقل إلى قلعة كاليه.
عندما زار الملك حامل الدرع الشاب ليمدح شجاعته أشار إلى إعدام الجاسوس وقد أغضب ذلك نايجل الذي كان قد وعد فيري. على الرغم من غضب الملك بسبب اعتراض الفارس، فإن السير جون تشاندوس أشفق عليه ليشرع نايجل لورينغ فيما بعد بإطلاق سراح ريد فري بعد أن أخذ كلمة منه بعدم انتهاك الهدنة وبزيارة السيدة العذراء للوفاء بوعده لها.
بعد فترة قصيرة من ذلك أُرسل نايجل في رحلة استكشافية إلى بروتاني تحت قيادة السير روبرت نولس وفي طريق رحلتهم يواجهون أسطولًا حربيًا إسبانيًا في مضيق دوفر وبالتزامن مع الأسطول الإنجليزي من فينشيلسيا يلحقون هزيمة نكراء بالإسبان.
عندما كان الجيش يمشي باتجاه بروتاني لوحظ رجل فرنسي يتعقب الطابور الإنجليزي كُلف نايجل من قبل السير روبرت نولز بمهمة الإمساك بالرجل الفرنسي والتي نفذها بشكل مثير للإعجاب لكن عندما نقل إلى المعسكر الإنجليزي وجد أن الجيش الإنجليزي هوجم والتقط بعض رجاله بمن فيهم سامكين أيلوارد من قبل البارون السارق للابروهينيير الملقب بالجزار لأعماله الشنيعة في إعدام الأسرى الذين رفضوا الانضمام لقواته.
حاولت القوات الإنجليزية اقتحام قلعة لا بروهينيير من خلال هجوم أمامي لكنه فشل فشلًا ذريعًا، بموت الأسير الفرنسي الذي ساعد الإنجليز في تدمير العدو المشترك.

## وصلات خارجية
كتاب مجاني: Sir Nigel على مشروع غوتنبرغ